# Réagir (revue)
Pour les articles homonymes, voir Réagir.
 (octobre 2014).
Si vous disposez d'ouvrages ou d'articles de référence ou si vous connaissez des sites web de qualité traitant du thème abordé ici, merci de compléter l'article en donnant les références utiles à sa vérifiabilité et en les liant à la section « Notes et références ».
Réagir (sous titré revue mensuelle de culture humaine) a été fondée en 1933 par le chirurgien Victor Pauchet (1869-1936), qui jouissait alors d'une influence considérable dans les milieux intellectuels, tant par sa notoriété mondiale sur le plan scientifique que par ses ouvrages de vulgarisation, très lus.
Cette revue rassemblait dans la période où elle était sous la direction de celui-ci, de nombreux auteurs du courant humaniste et spiritualiste. Paul Bourget, Maurice Maeterlinck, Louis Bertrand, Jean Maurois, Roland Dorgelès, Claude Farrère, les historiens Émile Magne et Edmond Pilon, le régionaliste Charles Brun, Frédéric Saisset, etc. y collaborèrent. Après la mort de Victor Pauchet en 1936, ses plus brillants collaborateurs l'abandonnèrent.
Considérée comme une revue d'extrême droite, ce qu'elle n'a jamais été avant la guerre, elle devient collaborationniste pendant la Seconde Guerre mondiale.
La revue a été traduite en anglais (React) et en espagnol.